# Чочарка
„Чочарка“ (на италиански: La ciociara) е италианско-френски драматичен филм, излязъл по екраните през 1960 година, режисиран от Виторио Де Сика с участието на София Лорен, Елеонора Браун и Жан-Пол Белмондо в главните роли. Сценарият, написан от Чезаре Дзаватини в сътрудничество с Де Сика, е адаптация по едноименния роман на Алберто Моравия. Филмът е сниман в италианския град Итри.

## Сюжет
Произведението ни пренася във времето на Втората световна война. Вдовицата Чезира (Лорен) и нейната 13-годишна дъщеря бягат от бомбардировките над Рим, надявайки се да намерят убежище в родното село на Чезира. Там дъщерята се влюбва в младеж с романтични представи за света, който е убит от отстъпващите германци. При връщането си към Рим майката и дъщерята са изнасилени от група марокански войници от френската армия.

## В ролите
| Актьор           | Роля                      |
| ---------------- | ------------------------- |
| София Лорен      | Чезира                    |
| Елеонора Браун   | Розета – дъщеря на Чезира |
| Жан-Пол Белмондо | Микеле Ди Либеро          |
| Карло Нинчи      | Бащата на Микеле          |
| Раф Валоне       | Джовани                   |
| Андреа Чечи      | Фашист                    |
| Пупела Маджо     | Селянка                   |
| Ема Барон        | Мария                     |

## Награди и номинации
Филмът е широко възприеман от критици и публика като едно от върховите постижения в историята на киноизкуството. „Чочарка“ печели авторитетната американска награда „Златен глобус“ в категорията за най-добър чуждоезичен филм. На 34-тата церемония по връчване на наградите „Оскар“ София Лорен е удостоена с приза в категорията за най-добра женска главна роля, което я прави първата неанглоговореща актриса носителка на това отличие. За изпълнението си Лорен печели и награда БАФТА, както и отличието за най-добра актриса на престижния Кинофестивал в Кан.